# Chaos Communication Camp

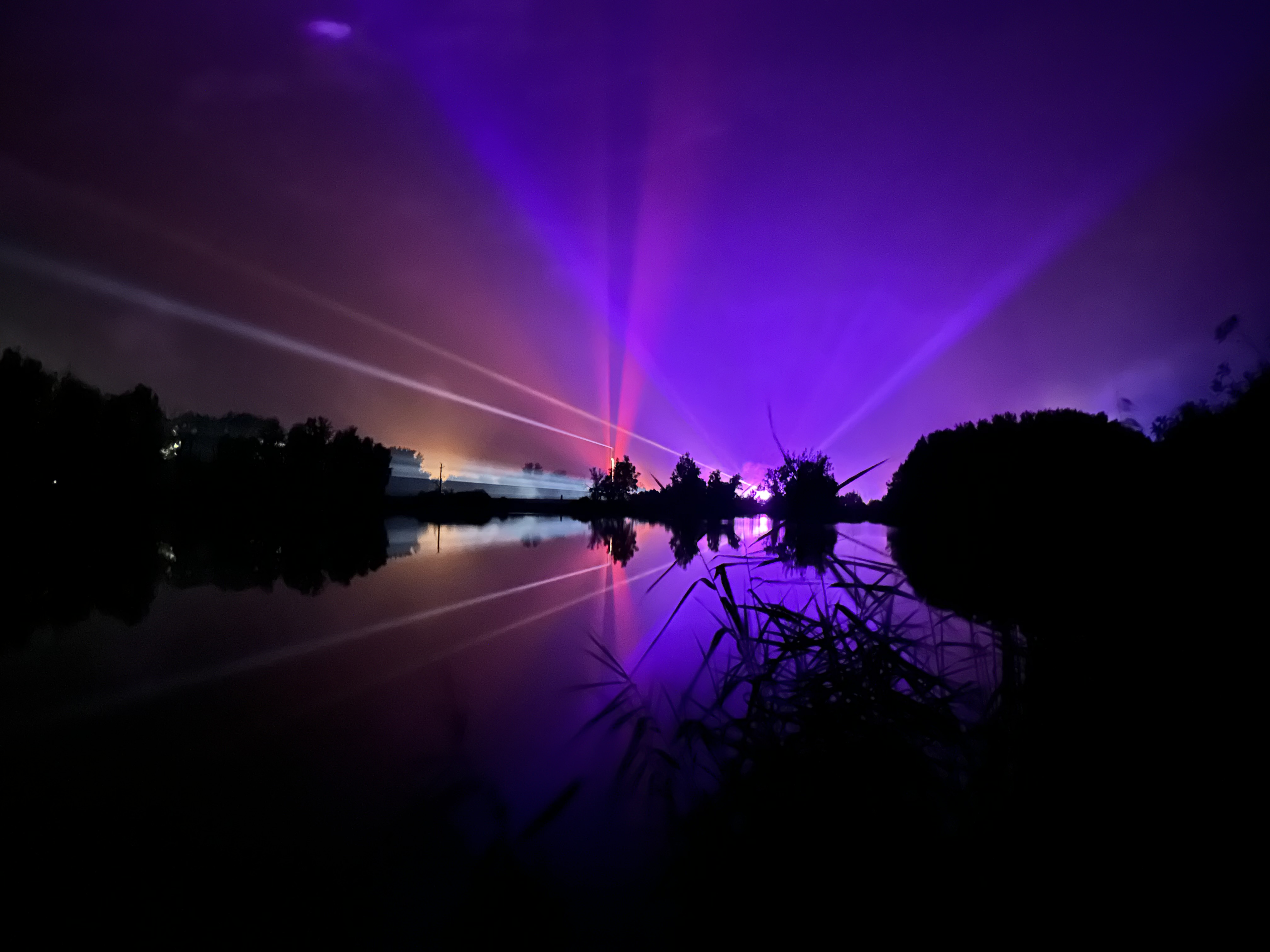
Chaos Communication Camp en 2023, Mildenberg, Alemania

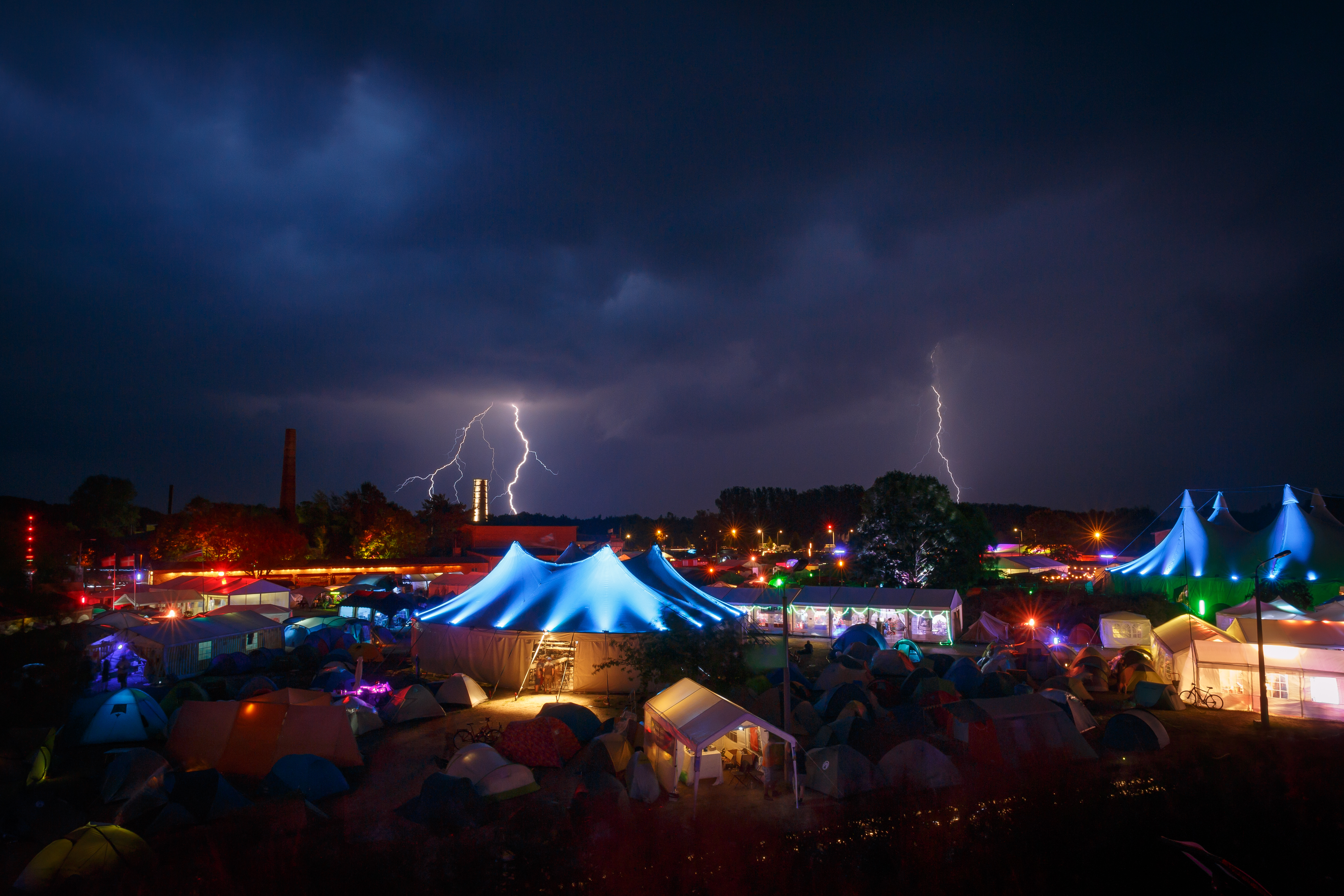
Chaos Communication Camp 2015 con una tormenta de fondo

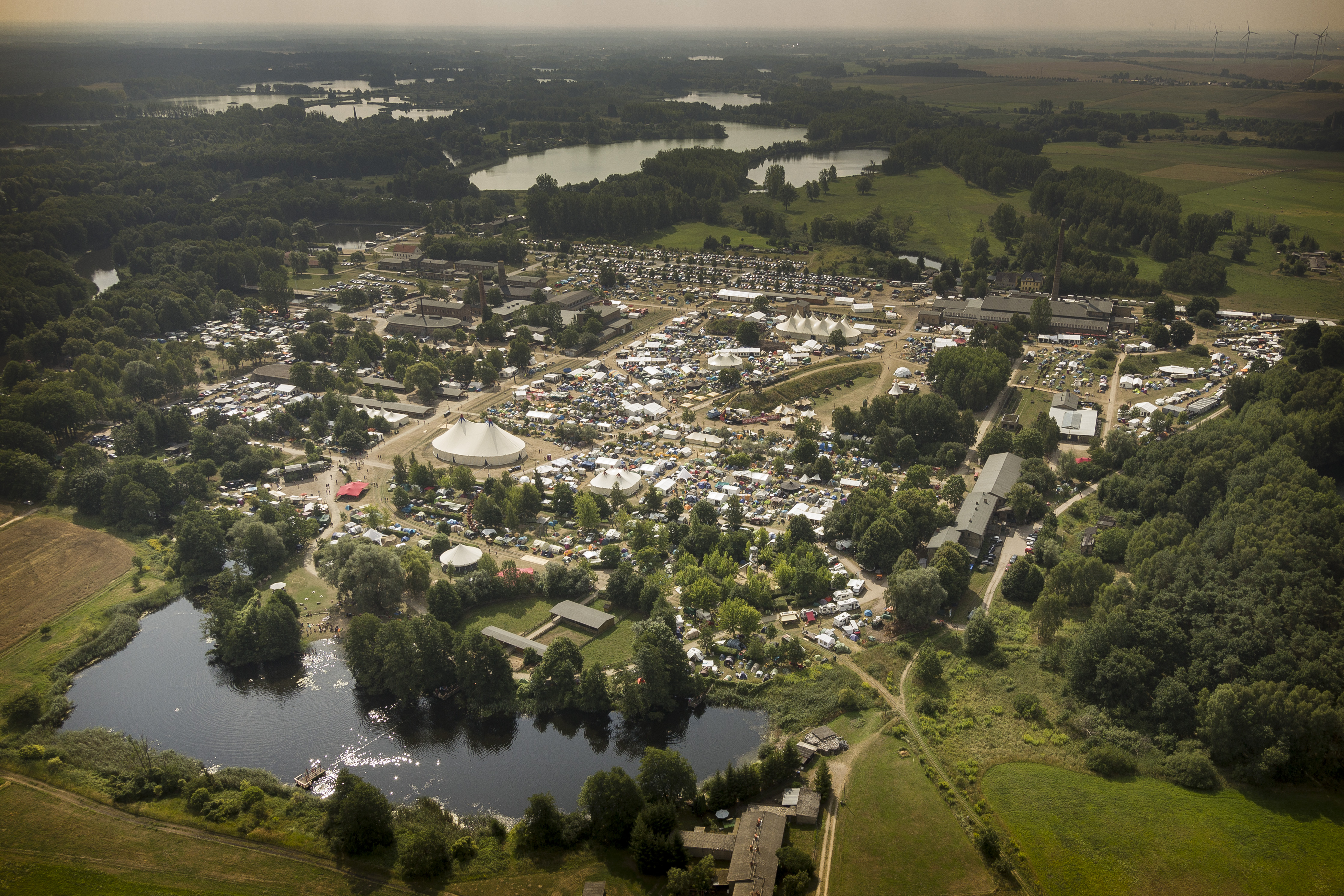
Vista aérea del Chaos Communication Camp en 2015, Ziegeleipark Mildenberg

El Chaos Communication Camp es una reunión internacional de hackers que se celebra cada 4 años. Es organizada por el Chaos Computer Club (CCC). Las sesiones anteriores se celebraron en los años 1999, 2003, 2007, 2011, 2015 y 2019.
La acampada es un evento, que dura 4 días, en el que se da información y charlas sobre privacidad, libertad de información y seguridad. Los debates se celebran en grandes tiendas de campaña, todos en inglés. 
Cada participante puede acampar con una tienda y tener acceso a electricidad y una conexión de banda ancha a Internet.

## Eventos realizados
- 2015: Celebrado entre el 13 y el  17 de agosto en el Ziegeleipark Mildenberg (una antigua planta industrial de ladrillos, convertida en parque y patrimonio industrial), cerca de la aldea de Mildenberg (Zehdenick), en el Distrito del Alto Havel, Brandeburgo. Dos temas fueron muy centrales en este quinto encuentro. Por un lado se analizaron las distintas posibilidades técnicas para proveer a los campos de refugiados con acceso razonablemente rápido y seguro a Internet (para posibilitar así la comunicación con sus familiares y el acceso a la información noticiosa de sus países de origen) y por otro lado se discutieron los alcances del Bio-Hacking, es decir, del desarrollo de posibilidades para que el ciudadano común y corriente pueda acceder y descifrar información que solo se encuentra al alcance exclusivo de expertos en grandes laboratorios, por ejemplo, de decodificación de ADN[1]
- 2011: Celebrado en Finowfurt (cerca de Berlín) entre el 10 y el 14 de agosto.[2][3]
- 2007: Celebrado en Finowfurt (cerca de Berlín) entre el 8 y el 12 de agosto.
- 2003: Celebrado en Paulshof, al lado de Altlandsberg, cerca de Berlín.
- 1999: Celebrado en Paulshof, al lado de Altlandsberg, cerca de Berlín.